# François-Albert Berckmans
François-Albert Berckmans is een Belg die de titel verkreeg van Rechtvaardige onder de Volkeren.
Berckmans en zijn echtgenote Marie-Louise Berckmans woonden in Anderlecht waar ze in dezelfde straat woonden als de familie Bayens, die tijdens de Tweede Wereldoorlog een Joods kindje opvingen. In 1942 vingen de Bayens daarenboven Ruth Renée Bahr op. Toen de Bayens' twijfelden om Bahr, die vaak ziek was, naar een ander opvangplek te laten brengen, beslisten Berckmans en zijn echtgenote dat zij Ruth zouden opvangen. Dit was niet zonder risico, omdat veel mensen in de buurt wisten dat ze Joods was. 
Bahrs ouders werden tijdens de oorlog gedeporteerd en keerden niet meer terug. Haar vader stierf in het concentratiekamp van Buchenwald, het lot van haar moeder is onbekend. 
Hierop beslisten Berckmans en zijn vrouw om Ruth Bahr te adopteren. 
Op 1 november 2000 verleende het Jad Wasjem Berkmans en zijn echtgenote de titel Rechtvaardige onder de Volkeren.